# Lithoscirtus daedalus
Lithoscirtus daedalus är en insektsart som beskrevs av Rehn, J.A.G. 1929. Lithoscirtus daedalus ingår i släktet Lithoscirtus och familjen gräshoppor. Inga underarter finns listade i Catalogue of Life.